# Tennessee State Route 95
De State Route 95 (SR 95) is een state highway in de Amerikaanse staat Tennessee. Ze verbindt Lenoir City met Greenback en Oak Ridge, via de U.S. Route 321.

## Wegbeschrijving
De SR 95 dient als secundaire route tussen het zuidelijke eindpunt in Greenback en I-40 en als primaire snelweg voor het resterend gedeelte.
De SR 95 begint bij US 411 (SR 33), in Greenback, en gaat voornamelijk in noordwestelijke richting langs Lenoir City Road. Slingerend door de Red Knobs, gaat het door de gemeenschappen van Centersville en Glendale, voordat ze de US 321 (SR 73) bereikt. Dit gedeelte van de SR 95 heeft overal twee rijstroken, zonder pechstroken en minimaal toegestane rijstrookbreedtes. De volgende 20,6 km (12,8 mijl) is de SR 95 een verborgen overlap van de US 321. terwijl ze door Lenoir City loopt en de US 11 (SR 2), I-75 en vervolgens de US 70 (SR 1) in die stad kruist.
Bij het knooppunt I-40 eindigt de US 321 (SR 73) en komt de SR 95 weer tevoorschijn om de route naar Oak Ridge voort te zetten. Via de Charles Vanden Bulck Bridge steekt de SR 95 de Clinch rivier over en komt Roane County binnen en wordt gecontroleerd door het Department of Energy/Oak Ridge National Laboratory. De snelweg buigt langs de verschillende bergkammen, de meeste toegangswegen zijn gecontroleerd of afgezet. Als de SR 95 de SR 58 nadert, verbreedt de snelweg zich tot vier rijstroken voor het knooppunt. Na het knooppunt gaat het verder naar het noorden langs Oak Ridge Turnpike als een vierbaans snelweg. De SR 95 verlaat de grens van het Department of Energy in de buurt van de Roane/Anderson-provincielijn, kort nadat er wijken en fietspaden aan de zijkanten verschijnen.
In Anderson County is de SR 95 de belangrijkste snelweg door Oak Ridge, met commerciële bedrijven langs de zijkanten en buurten verbonden door toegangswegen. In het centrum van Oak Ridge verbindt de SR 95 met de SR 62 (Illinois Avenue), die doorloopt naar Oliver Springs en Knoxville. Ten noordoosten van Oak Ridge, richting Clinton, eindigt SR 95 bij de kruising van de SR 61 (Oliver Springs Highway).